# KF Ferizaj
El Klubi Futbollistik Ferizaj (KF Ferizaj) és un equip de futbol de la ciutat de Ferizaj (Kosovo). Actualment, l'equip juga a la primera divisió del futbol de Kosovo, la Raiffeisen Superlliga.